# Hugo Lindemann

Hugo Lindemann. Fotografie von Wilhelm Höffert vor 1901

Hugo Karl Lindemann (* 9. August 1867 in Jaguarão (Brasilien); † 19. Februar 1949 in Bensheim) war ein deutscher Hochschullehrer und sozialdemokratischer Politiker. Er publizierte bis 1901 unter dem Pseudonym C.Hugo.

## Leben
Hugo Lindemann war Sohn des wohlhabenden Emigranten Rudolf Lindemann (1834–1889), der in den 1850er Jahren nach Brasilien ausgewandert und 1872 nach Deutschland zurückgekehrt war. Er besuchte in Ludwigsburg das Lyzeum und anschließend das „Kaiser-Wilhelm-Gymnasium zu Hannover“. In den Jahren 1884 bis 1889 studierte Lindemann in Göttingen, Bonn, München und Kiel Philosophie und klassische Philologie bei Wilhelm Wilmanns, Hermann Usener, Franz Bücheler, Ulrich von Wilamowitz-Moellendorff, Peter Wilhelm Forchhammer, Friedrich Bechtel, Karl Dilthey, August Fick, Friedrich Blass, Theodor Möbius u. a. Im Jahr 1889 promovierte er zum Dr. phil. in Kiel bei Richard Foerster und Friedrich Vogt. Ab 1897 war er als Fachschriftsteller auf den Gebieten der Kommunal- und Sozialpolitik tätig.
Zwischen 1892 und 1896 erarbeitete er im Britischen Museum gemeinsam mit Carl Stegmann das Handbuch des Socialismus. Dazu wandten sich die Autoren auch an Friedrich Engels und baten um ein persönliches Gespräch mit Engels, der aber sich nicht dazu entschließen konnte der Einladung zu folgen. Gleichzeitig nahm er Kontakt zu Karl Kautsky und Eduard Bernstein auf. Außerdem knüpfte er Kontakte zur „Gesellschaft der Fabier“.
Für die theoretische Zeitschrift der Sozialdemokratie Die Neue Zeit verfasste er zwischen 1893 und 1902 23 Artikel und fünf Rezensionen. Er war langjähriger Mitarbeiter der Sozialistischen Monatshefte (37 Beiträge zwischen 1902 und 1927).
Thematisch spezialisierte Lindemann auf kommunalpolitische Themen. Er war langjähriger Herausgeber des Kommunalen Jahrbuchs (1908 bis 1932), des Handwörterbuchs der Kommunalwissenschaften (1918 bis 1927) sowie der Kölner sozialpolitischen Vierteljahrsschrift (1920 bis 1930). 1916 habilitierte er sich und wurde Dozent für Kommunalwissenschaft an der Technischen Hochschule Stuttgart. Von Oktober 1919 bis September 1933 war Lindemann neben Leopold von Wiese und Theodor Brauer Direktor an dem von Oberbürgermeister Konrad Adenauer maßgeblich initiierten Institut für sozialwissenschaftliche Forschungen und von 1920 bis 1933 auch Honorarprofessor an der Universität Köln.
Seine wissenschaftliche Tätigkeit war eng verknüpft mit seiner politischen Arbeit in der SPD vor allem mit kommunalpolitischen Fragen. So war er zwischen 1900 und 1909 Mitglied im Gemeinderat in Degerloch (bei Stuttgart). Von 1908 bis 1919 war er Mitglied des Bürgerausschusses bzw. Gemeinderat in Stuttgart. An der württembergischen Bauordnung von 1909 hat er als Ausschussreferent maßgebend mitgewirkt.
Außerdem war er von 1903 bis Dezember 1906 Mitglied des Reichstags und vertrat dort den Wahlkreis 10 Württemberg: Gmünd, Göppingen, Welzheim, Schorndorf. Im ersten Wahlgang stimmte ein Teil der Sozialdemokraten für den Kandidaten der Zentrumspartei, damit dieser in die Stichwahl gelangt. Die Taktik ging auf: In der Stichwahl siegte Lindemann mit Unterstützung der Liberalen gegen den Zentrumskandidaten und erhielt 65,13 % der abgegebenen Stimmen. Lindemann hielt nur eine Rede in der Legislaturperiode im Reichstag am 15. Februar 1906.
Von 1906 bis 1918 war er Mitglied der Zweiten Kammer der Württembergischen Landstände sowie 1919 bis 1920 der Verfassunggebenden Landesversammlung von Württemberg.
Auf dem Münchener Parteitag 1902 hielt Lindemann den Bericht über die „Kommunalpolitik“ ebenso auf dem Bremer Parteitag 1904. 1907 bewilligte er mit anderen Parteigenossen erstmals einen Landes Etat. Auf dem Parteitag 1905 in Jena versuchte er zusammen mit 80, hauptsächlich süddeutschen Revisionisten, Delegierten das Statut der Partei in Sinne einer föderalistischen Struktur zu verändern. Das Ansinnen scheiterte aber. Lindemann gehörte schon in der Vorkriegszeit zu den rechten Führungskräften innerhalb der SPD. So wurde er zu einem geheimen Vorbereitungstreffen für den Leipziger Parteitag 1909 von Erhard Auer mit Schreiben vom 24. August 1909 an die „Genossen, die parteischädigenden Krakehl verhindern wollen eingeladen.“ Außerdem nahm er auch, entgegen sozialdemokratischer Tradition, an einem Parlamentarierbesuch beim König Wilhelm II teil und verteidigte danach seinen Verhalten, weil der König ein konstitutioneller Fürst sei.
Er kandidierte am 12. Mai 1911 gegen die Kandidaten der Deutschen Partei Württemberg Julius Keck und den Kandidaten der Fortschrittlichen Volkspartei Karl Lautenschlager für das Amt des Stuttgarter Oberbürgermeisters. Rosa Luxemburg schrieb dazu am 9. Mai: „Mit der Kandidatur Lindemanns haben die Stuttgarter Genossen der Partei die größte Überraschung bereitet [… und] diese Überraschung [war] keineswegs freudiger Natur. […] Doch die näheren Umstände jener Stuttgarter Versammlung vom 4. Mai bringen noch weitere Überraschungen. Auf die Erklärung des Genossen Dr. Lindemann hin, daß nach seiner genauen Prüfung der Organisationsbeschlüsse mit ihnen die Ausübung des Oberbürgermeisteramts unmöglich sei, da er volle Freiheit in der Ausübung der Repräsentationspflichten, namentlich auch in dem amtlichen Verkehr mit der Krone brauche, wurde ihm von der Versammlung die Freiheit ausdrücklich zugestanden, die Organisationsbeschlüsse der Partei mit Füßen zu treten.“ Keck erhielt 3.366 Stimmen, Lindemann 12.278 Stimmen und lag damit nur knapp hinter Karl Lautenschlager, der auf 13.154 Stimmen kam. Diese Kandidatur war die einzige eines Sozialdemokraten bis 1919 zu dem Amt eines Oberbürgermeisters im Deutschen Kaiserreich.
August 1911 nahmen er und die sozialdemokratischen Abgeordneten Franz Feuerstein und Karl Hildenbrand an einem parlamentarischen Empfang des württembergischen Ministerpräsidenten Karl von Weizsäcker teil. Eine Versammlung Stuttgarter Parteigenossen verurteilten dies in einer Resolution. Johann Heinrich Wilhelm Dietz war darüber so verärgert, dass als Vorsitzender der württembergischen Landesparteiorganisation als Versammlungsleiter zurücktrat. Auf dem Parteitag 1911 brachte Lindemann einen Antrag ein, nach dem der Erwerb von Kolonien durchaus im Interesse der deutschen Arbeiterschaft sein könne, weil andere Kolonialmächte den „Spielraum der deutschen Volkswirtschaft unerträglich“ einengen „würden“.
Noch vor der Novemberrevolution wurde Lindemann Minister für wirtschaftliche Demobilisierung im Kabinett Liesching und dann Arbeitsminister in Württemberg. Vom 10. Januar bis zum 1. November 1919 war er dort Innenminister. Von 1918 bis 1933 wirkte er als Vorstandsmitglied des Deutschen Vereins für öffentliche und private Fürsorge. Zwischen 1928 und 1933 war er Stadtverordneter in Köln.
Im April 1933 wurde Lindemann aus politischen Gründen beurlaubt und am 11. September 1933 seine Lehrbefugnis entzogen. Als rechtliche Grundlage dafür diente das Gesetz zur Wiederherstellung des Berufsbeamtentums. Seit 1933 führte Lindemann in Bensheim a. d. Bergstraße ein stilles Gelehrtendasein, wie das Munzinger-Archiv vermeldet. Franz Osterroth berichtet von einem Brief Lindemanns an Wilhelm Keil aus dem Jahr 1942 in dem er sich die Frage stellte „wie man die Menschen wieder eine höhere Moral lehren könne, nachdem sie so lange zu Bestien gedrillt worden seien“. 1946 ehrte ihn die juristische Kölner Fakultät mit dem Dr. jur. h.c. Lindemann verunglückte auf einer Dienstreise am 19. Februar 1949. Auf dem Hamburger Parteitag im Mai 1950 ehrte ihn die SPD.
Er war seit 1896 mit Anna Marie Rosalie Sara, geb. Fehn (1866–1941) verheiratet, die in der Kölner Frauenbewegung aktiv war. Aus der Ehe gingen zwei Töchter hervor.

## Werke
- De dialecto Ionica recentiore. H. Fiencke, Kiliae 1889.[35] Digitalisat
- Vorläufer des Neueren Sozialismus. Erster Band, zweiter Theil. J. H. W. Dietz Stuttgart 1895.
  - C. Hugo: Die Staatsromane und Reisebeschreibungen des 17. und 18. Jahrhunderts. S. 838–862. Digitalisat archive org
  - C. Hugo: Anhang. Die religiösen kommunistischen Gemeinden in Nordamerika. S. 863–890. Digitalisat archive org
- Carl Stegmann, C. Hugo: Handbuch des Socialismus. Verlag-Magazin (J. Schabelitz), Zürich 1897.[36] Digitalisat archive.org
  - Gugo i Shtegmana: Spravochnai︠a︡ kniga sot︠s︡ialista. Per. c ni︠e︡met︠s︡kago pod red. V. I︠A︡. Bugocharskago. S.-Peterburg 1906.
  - Carl Stegmann, C. Hugo: Handbuch des Socialismus. Unveränderter fotomechanischer Nachdruck der Original-Ausgabe von 1893–1897 mit einer Nachbemerkung zur Reproduktions-Ausgabe von Roland Jäger. Zentralantiquariat der Deutschen Demokratischen Republik, Leipzig 1972.
- C. Hugo: Die Englische Gewerksvereins-Bewegung. Nach G. Howell's The conflicts of capital and labour. J. H. W. Dietz, Stuttgart 1896. (= Internationale Bibliothek 23)
- C. Hugo: Städteverwaltung und Munizipal-Sozialismus in England. J. H. W. Dietz, Stuttgart 1897 (=Internationale Bibliothek 27)
  - Hugo Lindemann: Städteverwaltung und Munizipal-Sozialismus in England. 2. Aufl., J. H. W. Dietz, Stuttgart 1906 (=Internationale Bibliothek 27) Digitalisat archive.org 1906
- Sidney Webb, Beatrice Webb: Theorie und Praxis der englischen Gewerkvereine. (Industrial Democracy). Deutsch von C. Hugo. 2 Bände. J. H. W. Dietz, Stuttgart 1898.
- C. Hugo: Die deutsche Städteverwaltung. Ihre Aufgaben auf dem Gebiet der Volkshygiene, des Städtebaus und des Wohnungswesens. J. H. W. Dietz 1901.Digitalisat archive.org
  - H. Lindemann: Die deutsche Städteverwaltung. Ihre Aufgaben auf dem Gebiet der Volkshygiene, des Städtebaus und des Wohnungswesens. 2. verbesserte Aufl., J. H. W. Dietz 1906. Digitalisat archive org
- Die Wohnungsstatistik von Wien und Budapest. In: Verhandlungen des Vereins für Socialpolitik über die Wohnungsfrage und die Handelspolitik. Duncker & Humblot. Leipzig 1902. (=Schriften des Vereins für Socialpolitik 98)
- Die neue Gemeindeordnung. J. H. W. Dietz, Stuttgart 1903.
- Arbeiterpolitik und Wirtschaftspflege in der Städte-Verwaltung. 2 Bände. J. H. W. Dietz, Stuttgart.[37]
  - I. Band. Arbeiterpolitik. 1904. Digitalisat archive org
  - II. Band. Wirtschaftspflege. 1904. Digitalisat archive org
- Kommunale Arbeiterpolitik. Buchhandlung Vorwärts, Berlin 1905.
- Paul Hirsch, Hugo Lindemann: Das kommunale Wahlrecht. Buchhandlung Vorwärts, Berlin 1905.[38]
- Ziele und Wege. Erläuterungen der sozialdemokratischen Gegenwarts-Forderungen. Unter Mitarbeit von Adolf Braun, Hugo Lindemann, Max Süßleim (etc.). Buchhandlung Vorwärts, Berlin 1906.
- Die städtische Regie. Buchhandlung Vorwärts, Berlin 1907.
- Étienne Cabet: Das Weib, sein unglückliches Schicksal in der gegenwärtigen Gesellschaft, sein Glück in der zukünftigen Gemeinschaft. Vorwort von Hugo Lindemann. Verlag für Gesellschaftswissenschaft, München 1908.
- Kommunales Jahrbuch. Hrsg. von H. Lindemann und Albert Südekum. 1. Jg. Gustav Fischer, Jena 1908 ff. Digitalisat Erster Band 1908.[39]
- Die württembergische Gemeindeordnung vom 28. Juli 1906. Nebst der Vollzugsverfügung vom 6. Oktober 1907 und einem Anhang: Das Gesetz vom 8. August 1903 betreffend die Besteuerungsrechte der Gemeinden und Amtskörperschaften. Stuttgart 1912.
- Ueber Begriff und Bedeutung der Kommunalwissenschaft. Antrittsvorlesung an der Technischen Hochschule zu Stuttgart nebst Führer durch die kommunalpolitische Literatur. Buchhandlung Vorwärts, Berlin 1916.
- Die deutsche Stadtgemeinde im Kriege. Mohr, Tübingen 1917.
- Ein Gespräch über die Z. E. G.[40] Germania, Berlin 1918.
- Josef Brix, Hugo Lindemann, Otto Most, Hugo Preuß, Albert Südekum (Hrsg.): Handwörterbuch der Kommunalwissenschaften. 6 Bände. Gustav Fischer, Jena 1918–1927.
- Zur Kommunalisierung von Wirtschaftsbetrieben. In: Kölner Vierteljahrshefte 1. Jg. 2. Heft. Reihe B: Sozialpolitische Hefte. Duncker & Humblot, Berlin 1921.
- Zum Entwurf der Arbeitslosenversicherung. In: Kölner Vierteljahrshefte 1. Jg. 4. Heft. Reihe B: Sozialpolitische Hefte. Duncker & Humblot, Berlin 1922.
- Öffentlich-rechtliche Wirtschaft im Rahmen der Gesamtwirtschaft Deutschlands. Vortrag, gehalten auf einem Ausbildungskursus des Verbandes der Gemeinde- und Staatsarbeiter. Verband der Gemeinde- und Staatsarbeiter, Berlin 1928. (=Schriften zur Aufklärung und Weiterbildung 32)
- Gartenstadtbewegung, Stadtverwaltung und Bodenreform. In: Schmollers Jahrbuch für Gesetzgebung und Volkswirtschaft im Deutschen Reiche. 55. Jg. 1931, Duncker & Humblot, Berlin 1931.

Artikel online
- Die Neue Zeit. Online Edition der Friedrich-Ebert-Stiftung (Suchen nach Stichwort „Person“ und „C. Hugo“ Die Neue Zeit FES online)
- Sozialistische Monatshefte. Online Edition der Friedrich-Ebert-Stiftung (Suchen nach Stichwort „Person“ und „Lindemann“ Sozialistische Monatshefte FES online)